# Club Deportivo Formas Íntimas
O Club Deportivo Formas Íntimas, ou simplesmente Formas Íntimas, é uma equipe de futebol feminino da cidade colombiana de Medellín. Por não existir uma liga profissional de futebol feminino na Colômbia, o clube está afiliado à Liga Antioquenha de Futebol.
O clube foi fundado em 2002, com o apoio da indústria Formas Íntimas, ainda que participando dos torneios da Liga Antioquina desde 2001, filiando-se oficialmente em 2003.
A equipe representou a Colômbia na primeira edição da Copa Libertadores da América de Futebol Feminino, disputada no Brasil, indicada pela Federação Colombiana de Futebol, por ser considerado o clube mais representativo da modalidade no país.